# Heterorrhina
Heterorrhina är ett släkte av skalbaggar. Heterorrhina ingår i familjen Cetoniidae.

## Bildgalleri

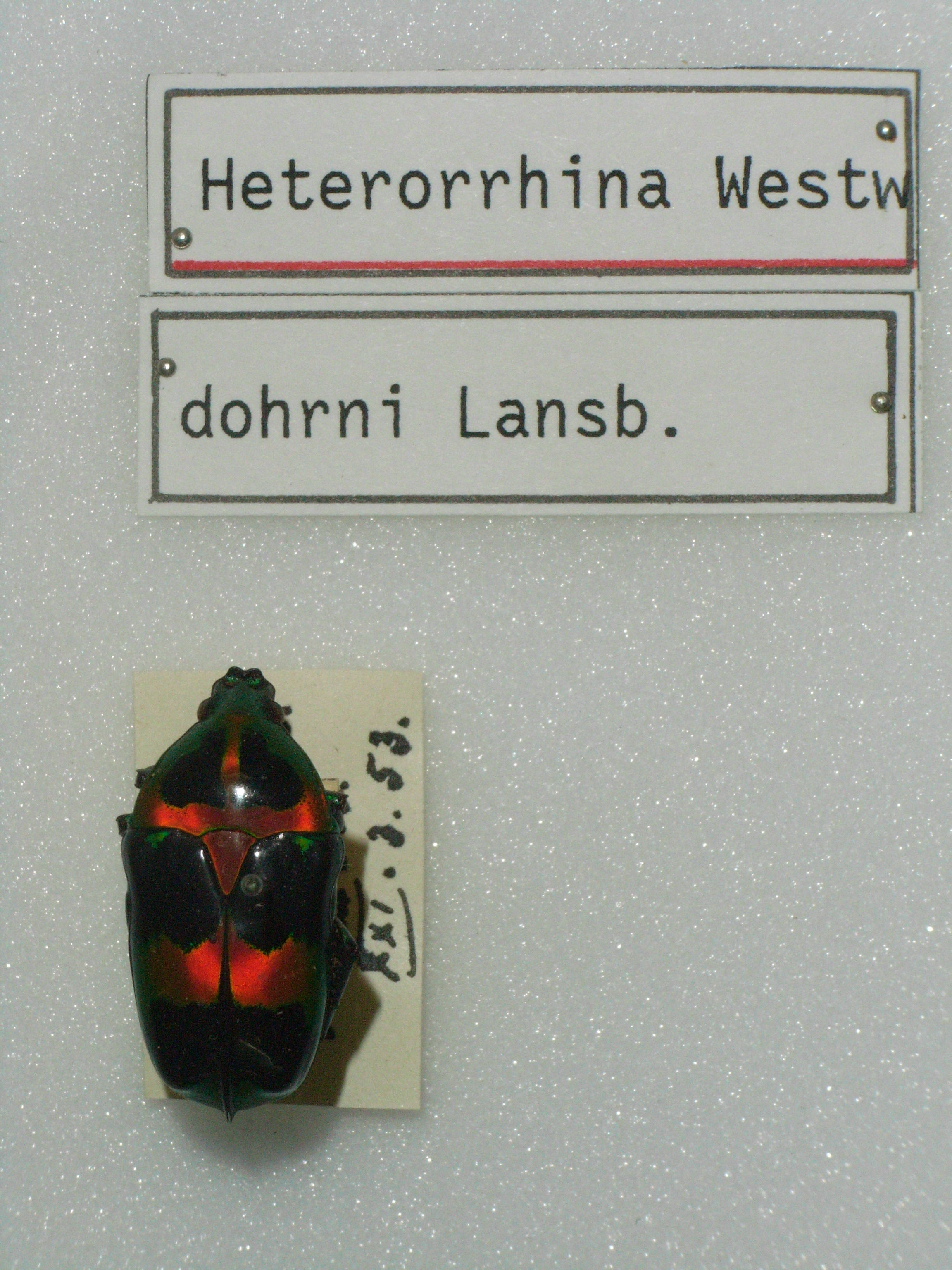
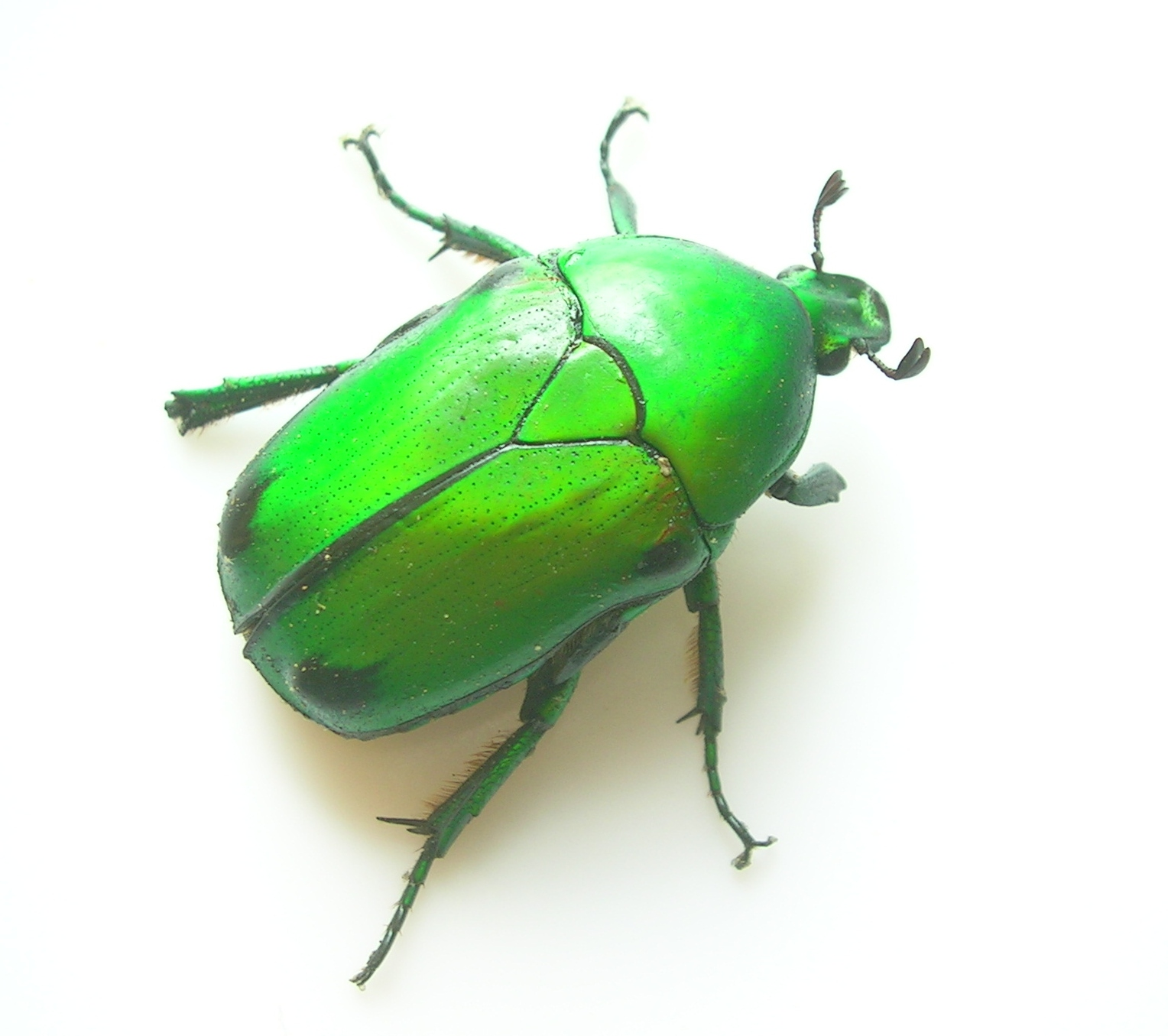
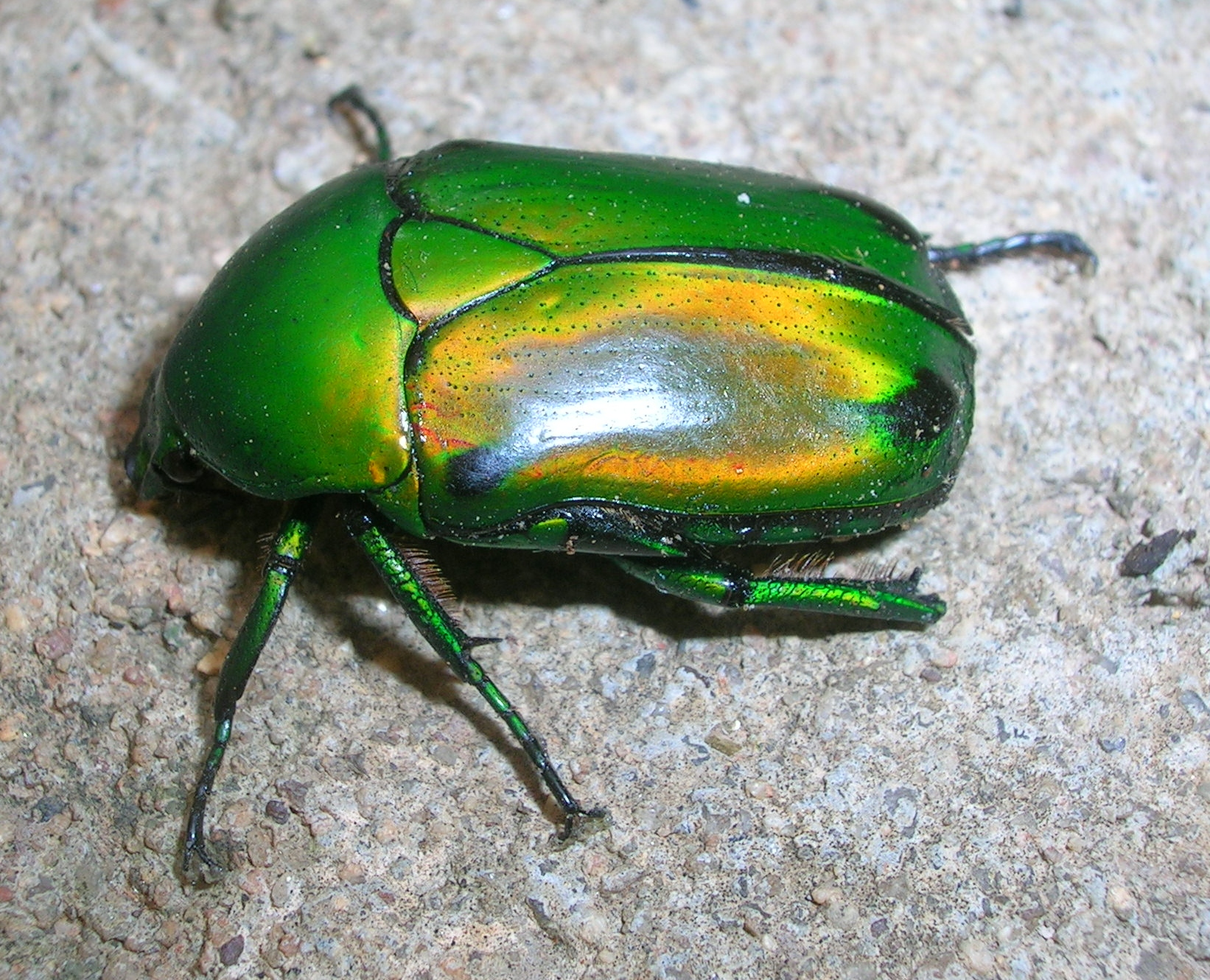
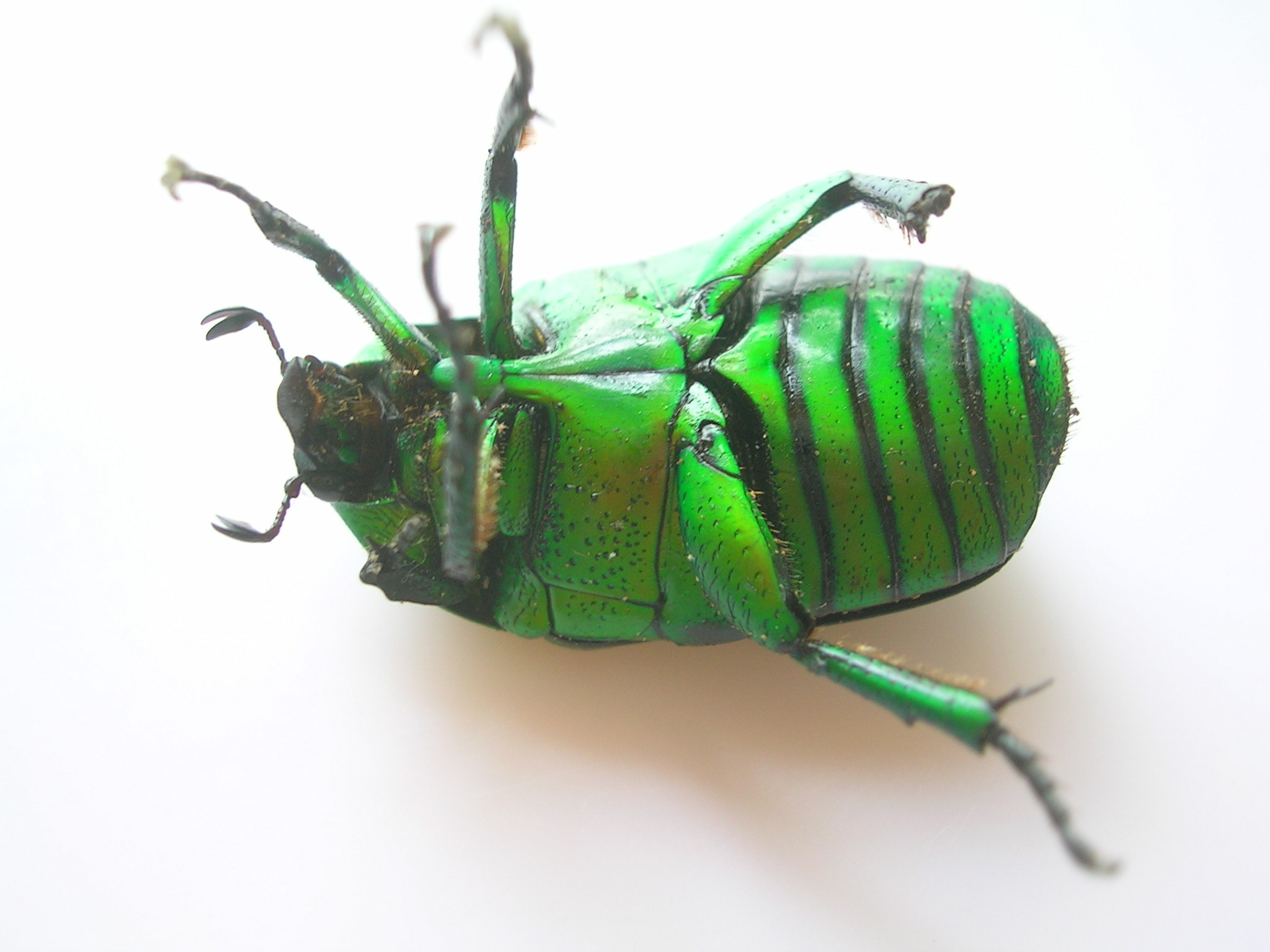
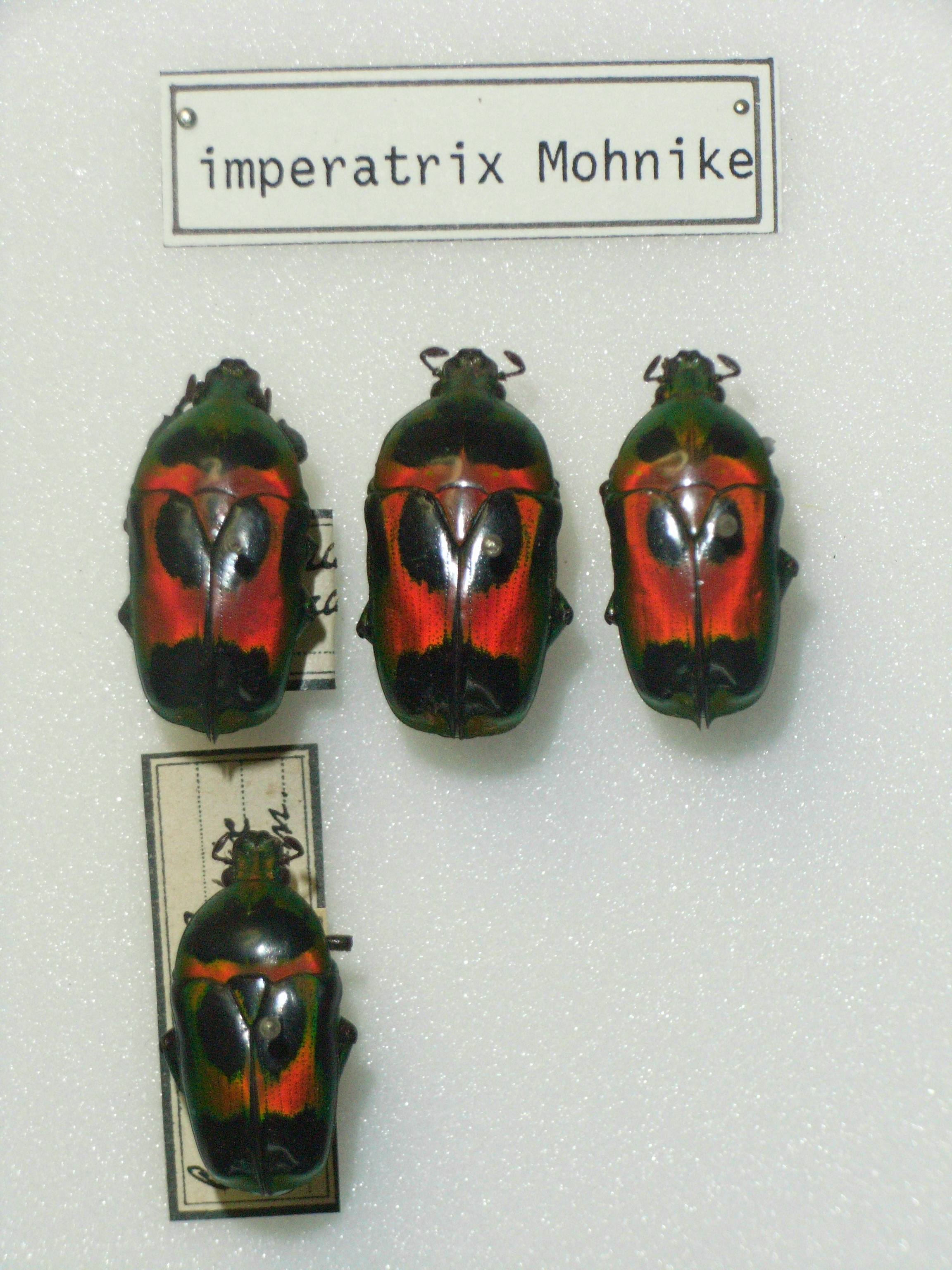
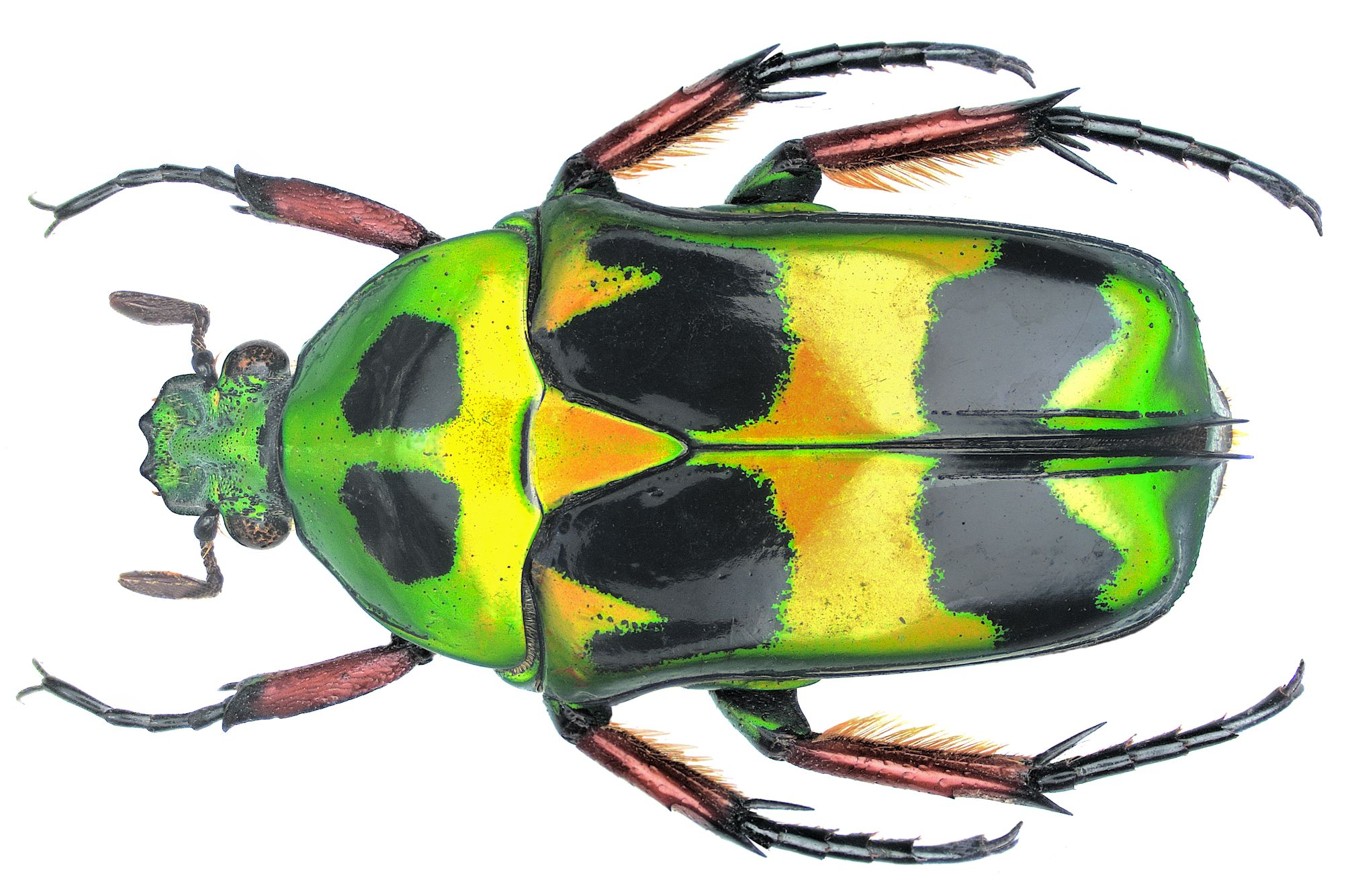

## Dottertaxa tillHeterorrhina, i alfabetisk ordning[1]
- Heterorrhina amoena
- Heterorrhina barmanica
- Heterorrhina borneensis
- Heterorrhina chantrainei
- Heterorrhina chayuensis
- Heterorrhina elegans
- Heterorrhina flutschi
- Heterorrhina gracilis
- Heterorrhina jingkelii
- Heterorrhina kuntzeni
- Heterorrhina leonardi
- Heterorrhina lumawigi
- Heterorrhina macleayi
- Heterorrhina micans
- Heterorrhina mimula
- Heterorrhina minettii
- Heterorrhina nigritarsis
- Heterorrhina obesa
- Heterorrhina paupera
- Heterorrhina planata
- Heterorrhina porphyretica
- Heterorrhina punctatissima
- Heterorrhina pyramidalis
- Heterorrhina schadenbergi
- Heterorrhina sexmaculata
- Heterorrhina simillima
- Heterorrhina simula
- Heterorrhina sinuatocollis
- Heterorrhina tibialis
- Heterorrhina triangularis
- Heterorrhina versicolor